# Nancy Holloway
Nancy Holloway, geboren als Nancy Brown, (Cleveland, 11 december 1932 - Parijs, 28 augustus 2019) was een Amerikaanse jazz-, pop- en soulzangeres, die populair was in Frankrijk tijdens de jaren 1960.

## Biografie
Nancy Brown werd geboren in Cleveland, Ohio als een van tien kinderen van Afro-Amerikaanse afkomst, ging naar de East Technical High School en trouwde toen ze tiener was. Het huwelijk was van korte duur, maar ze behield de achternaam van Holloway van haar man. Ze verhuisde naar New York en nam genoegen met ondergeschikte banen, voordat ze als danseres ging werken als onderdeel van de Beige Beauties-groep. In 1954 reisde ze naar Parijs en werd overgehaald om op het podium van de Mars Club te zingen. Haar optreden werd goed ontvangen en ze werd een vaste artiest en toerde door Europa, voordat ze terugkeerde naar Parijs. Ze begon te zingen in de nachtclub Moulin Rouge in 1959.
Aangemoedigd door acteur André Pousse, maakte ze haar debuut op de Franse televisie in 1961 en bracht ze haar eerste single Le Boogie du bébé (een Franse cover van Baby Sittin' Boogie van Buzz Clifford) uit. Dat jaar opende ze haar eigen nachtclub Chez Nancy Holloway, en verscheen in haar eerste film Ballade pour un voyou. Verdere succesvolle singles volgden in het begin en midden van de jaren 1960, waaronder Quand un garçon me plaît (gebaseerd op Big Noise from Winnetka), Dernier baiser (een versie van Sealed with a Kiss), Dum dum, T'en vas pas comme ça (een bewerking van Don't Make Me Over), Fich' le camp Jack (een versie van Hit the Road Jack), Bye Bye (My Guy), Elle t'aime (She Loves You), Est-ce que tu m'aimes (Do You Love Me) en Dis-lui que je ne suis pas là, een duet met Nino Ferrer.
Ze verscheen in verschillende films in de vroege jaren 1960, waaronder Le bluffeur, Cherchez l'idole en Le gentleman de Cocody. Een tijdlang overschaduwde haar acteerwerk haar zangcarrière, hoewel ze bleef opnemen. Ze werd een gerespecteerde nachtclubartiest en trad op met sterren als Sammy Davis jr., Quincy Jones en Dizzy Gillespie. In 1969 markeerde haar album Hello Dolly een verschuiving naar showdeuntjes. De dood van haar dochter leidde tot een periode van teruggetrokkenheid, maar in de jaren 1980 keerde ze terug als concertartieste.
Op latere leeftijd werd ze een actieve supporter van aids-liefdadigheidsinstellingen. Ze stopte met optreden in 2008 en overleed in 2019 in Parijs.

## Overlijden
Nancy Holloway overleed in augustus 2019 op 86-jarige leeftijd.

## Discografie

### Singles en ep's
- 1963: T'en va pas comme ça / Tu n'es pas venu - single, Decca (Frankrijk)

### Lp's
- 1963: Nancy Holloway, Ricordi (Frankrijk)
- 1964: Nancy Holloway (ook bekend als Bye Bye), Decca (Frankrijk)
- late jaren 60: Hello Dolly, Concert Hall, SVS (Frankrijk)
- 1976: Nancy Holloway, Les Tréteaux, (Frankrijk)
- 1982: Boppin' Goldies, Vogue (België)

## TV en films
- 1963: Ballade pour un voyou, geregisseerd door Claude-Jean Bonnardot
- 1964: Le Bluffeur geregisseerd door Sergio Gobbi
- 1964: Cherchez l'idole geregisseerd door Michel Boisrond
- 1965: Le Gentleman de Cocody geregisseerd door Christian-Jaque
- 1966: Corsaires et Flibustiers geregisseerd door Claude Barma
- 1967: Jeu de massacre geregisseerd door Alain Jessua
- 1970: Les Enfants de Caïn geregisseerd door René Jolivet
- 1970: Le Cri du cormoran le soir au-dessus des jonques geregisseerd door Michel Audiard
- 1971: Boulevard du rhum geregisseerd door Robert Enrico

- Bibliothèque nationale de France: cb138952895 (data)
- Gemeinsame Normdatei: 134832159
- International Standard Name Identifier: 0000 0000 5514 3405
- Library of Congress Control Number: no2003055554
- MusicBrainz: ab3b3f3b-a2e8-42f8-9ba9-02805e649a63
- Nationale Bibliotheek van Israël: 987007317417505171
- Système universitaire de documentation: 07772139X
- Virtual International Authority File: 46946717
- WorldCat: E39PBJjhGrpW4JW7qwWKhFCbBP